# Meridiano 177 este
El meridiano 177 este de Greenwich es una línea de longitud que se extiende desde el Polo Norte atravesando el Océano Ártico, Asia, el Océano Pacífico, Nueva Zelanda, el Océano Antártico, y la Antártida hasta el Polo Sur.
Comenzando en el Polo Norte y dirigiéndose hacia el Polo Sur, este meridiano atraviesa:
| País, territorio o mar | Notas |
| ---------------------- | --- |
| Océano Ártico          | |
| Rusia                  | |
| Mar de Bering          | Pasa justo al oeste de la Isla de Kiska, Alaska, Estados Unidos |
| Océano Pacífico        | Pasa justo al este del atolón de Kiska, Kiribati Pasa justo al oeste del atolón de Nui, Tuvalu Pasa entre las islas de Uea y Rotuma, Fiyi Pasa justo al este de la isla de Viwa, Fiyi Pasa justo al oeste de la isla de Waya, Fiyi Pasa justo al oeste de las Islas de Mamanuca, Fiyi |
| Nueva Zelanda          | Isla Norte |
| Océano Pacífico        | Bahía de Hawke |
| Nueva Zelanda          | Isla Norte |
| Océano Pacífico        | |
| Océano Antártico       | |
| Antártida              | Dependencia Ross, reivindicada por Nueva Zelanda |